# Вилли-ан-Трод
Вилли́-ан-Трод (фр. Villy-en-Trodes) — коммуна во Франции, находится в регионе Шампань — Арденны. Департамент — Об. Входит в состав кантона Бар-сюр-Сен. Округ коммуны — Труа.
Код INSEE коммуны — 10433.
Коммуна расположена приблизительно в 170 км к юго-востоку от Парижа, в 85 км южнее Шалон-ан-Шампани, в 26 км к юго-востоку от Труа.

## Население
Население коммуны на 2008 год составляло 250 человек.
| 1962 | 1968 | 1975 | 1982 | 1990 | 1999 | 2008 |
| ---- | ---- | ---- | ---- | ---- | ---- | ---- |
| 240  | 270  | 245  | 239  | 221  | 202  | 250  |

## Экономика
В 2007 году среди 142 человек в трудоспособном возрасте (15—64 лет) 102 были экономически активными, 40 — неактивными (показатель активности — 71,8 %, в 1999 году было 61,2 %). Из 102 активных работали 95 человек (49 мужчин и 46 женщин), безработных было 7 (5 мужчин и 2 женщины). Среди 40 неактивных 6 человек были учениками или студентами, 17 — пенсионерами, 17 были неактивными по другим причинам.